# Дубово-Махаринецька волость
Дубово-Махаринецька волость (Юзефівська волость) — адміністративно-територіальна одиниця Бердичівського повіту Київської губернії з центром у селі Дубові Махаринці.
Станом на 1886 рік складалася з 12 поселень, 12 сільських громад. Населення — 7038 осіб (3481 чоловічої статі та 3557 — жіночої), 932 дворових господарства.
|                     | Площа, десятин | У тому числі орної, дес. |
| ------------------- | -------------- | ------------------------ |
| Сільських громад    | 7986           | 5710                     |
| Приватної власності | 8028           | 5918                     |
| Іншої власності     | 245            | 192                      |
| Загалом             | 16259          | 11820                    |

Основні поселення волості:
- Дубові Махаринці — колишнє власницьке село при річці Роставиця за 40 верст від повітового міста, 731 особа, 130 дворів, православна церква, школа, постоялий будинок, водяний і 3 вітряних млини.
- Блажіївка — колишнє власницьке село при річці Роставиця, 565 осіб, 48 дворів, православна церква, школа, постоялий будинок, водяний і вітряний млин.
- Журбинці — колишнє власницьке село при річці Роставиця, 732 особи, 137 дворів, православна церква, школа, 2 постоялих будинки, 2 водяних і вітряний млини.
- Зозулинці — колишнє власницьке село при річці Десенка, 486 осіб, 89 дворів, православна церква, школа та постоялий будинок.
- Кордишівка — колишнє власницьке село при річці Роставиця, 1145 осіб, 160 дворів, православна церква, школа, постоялий будинок, кузня, 2 водяних і вітряний млини, винокурний завод.
- Королівка — єврейська колонія, 277 осіб, 23 двори, 2 молитовних будинки, лавка, постоялий будинок, водяний і вітряний млини, крупорушка.
- Михайлин — колишнє власницьке село при річці Десна, 438 осіб, 64 двори, каплиця, школа та 3 постоялих будинки.
- Прушинці — колишнє власницьке село при річці Роставиця, 493 особи, 97 дворів, православна церква, школа, постоялий будинок, водяний і 2 вітряних млини.
- Флоріанівка — колишнє власницьке село при річці Десна, 307 осіб, 53 двори, православна церква та 2 постоялих будинки.
- Юзефівка — колишнє власницьке село при річці Десна, 559 осіб, 80 дворів, православна церква, постоялий будинок, 3 водяних млини та винокурний завод.

Наприкінці XIX століття волосне правління було перенесено до Юзефівки та назву волості змінено на Юзефівська.
Старшинами волості були:
- 1909 року — Павло Тарасович Безелюк[2];
- 1910—1913 роках — Семен Васильович Олексюк[3],[4],[5];
- 1915 року — Михайло Іванович Симех[6].